# Giải thưởng Điện ảnh Hồng Kông lần thứ 27
Giải thưởng Điện ảnh Hồng Kông lần thứ 27 được tổ chức ngày 14 tháng 4 năm 2008 tại Trung tâm văn hóa Hồng Kông, Hồng Kông. Dẫn chương trình là các nghệ sĩ Ngô Quân Như, Trịnh Du Linh và Trịnh Tú Văn. Bộ phim thành công nhất trong lễ trao giải là Đầu danh trạng.

## Danh sách các đề cử và giải thưởng
| Phim hay nhất                                                                                                 | Phim hay nhất                     | Phim hay nhất |
| Phim | Tên tiếng Anh                     |               |
| --- | --------------------------------- | ------------- |
| Đầu danh trạng (投名狀)                                                                                       | The Warlords                      |               |
| Môn đồ (門徒)                                                                                                 | Protege                           |               |
| Cuộc sống hậu hiện tại của dì tôi (姨媽的后現代生活)                                                          | The Postmodern Life Of My Aunt    |               |
| Thần tham (神探)                                                                                              | Mad Detective                     |               |
| Cân tung (跟蹤)                                                                                               | Eye In The Sky                    |               |
| Đạo diễn xuất sắc nhất                                                                                        |                                   |               |
| Đạo diễn | Phim                              |               |
| Trần Khả Tân                                                                                                  | Đầu danh trạng                    |               |
| Nhĩ Đông Thăng                                                                                                | Môn đồ                            |               |
| Hứa An Hoa | Cuộc sống hậu hiện tại của dì tôi |               |
| Đỗ Kỳ Phong Vi Gia Huy                                                                                        | Thần tham                         |               |
| Du Nãi Hải | Cân tung                          |               |
| Kịch bản hay nhất                                                                                             |                                   |               |
| Biên kịch | Phim                              |               |
| Vi Gia Huy Âu Kiện Nhi                                                                                        | Thần tham                         |               |
| Du Nãi Hải Âu Kiện Nhi                                                                                        | Cân tung                          |               |
| Nhĩ Đông Thăng - Tần Thiên Nam Long Văn Khang - Cao Tân                                                       | Môn đồ                            |               |
| Lý Tường | Di mụ đích hậu hiện đại sinh hoạt |               |
| Tu Lan - Tần Thiên Nam Lâm Ái Hoa - Hoàng Kiến Tân Hứa Nguyệt Tân - Hà Ký Bình Quách Tuấn Lập Nguyễn Thế Sinh | Đầu danh trạng                    |               |
| Nam diễn viên chính xuất sắc nhất                                                                             |                                   |               |
| Diễn viên | Phim                              |               |
| Lý Liên Kiệt                                                                                                  | Đầu danh trạng                    |               |
| Quách Phú Thành                                                                                               | C+ Trinh thám                     |               |
| Lưu Đức Hoa                                                                                                   | Đầu danh trạng                    |               |
| Lưu Thanh Vân                                                                                                 | Thần tham                         |               |
| Nhậm Đạt Hoa                                                                                                  | Cân tung                          |               |
| Nữ diễn viên chính xuất sắc nhất                                                                              |                                   |               |
| Diễn viên | Phim                              |               |
| Tư Cầm Cao Oa                                                                                                 | Di mụ đích hậu hiện đại sinh hoạt |               |
| Mao Thuấn Quân                                                                                                | Lão cảnh chính truyện             |               |
| Trương Tịnh Sơ                                                                                                | Môn đồ                            |               |
| Lưu Nhược Anh                                                                                                 | Bảng giá                          |               |
| Thái Trác Nghiên                                                                                              | Hí vương chi vương                |               |
| Nam diễn viên phụ xuất sắc nhất                                                                               |                                   |               |
| Diễn viên | Phim                              |               |
| Lưu Đức Hoa                                                                                                   | Môn đồ                            |               |
| Cổ Thiên Lạc                                                                                                  | Môn đồ                            |               |
| Trương Gia Huy                                                                                                | Xuất Ai Cập ký                    |               |
| Trịnh Trung Cơ                                                                                                | Lão cảnh chính truyện             |               |
| Châu Nhuận Phát                                                                                               | Cuộc sống hậu hiện tại của dì tôi |               |
| Nữ diễn viên phụ xuất sắc nhất                                                                                |                                   |               |
| Diễn viên | Phim                              |               |
| Thiệu Âm Âm                                                                                                   | Dã - lương khuyển                 |               |
| Mạc Văn Úy | Lão cảnh chính truyện             |               |
| Viên Vịnh Nghi                                                                                                | Môn đồ                            |               |
| Triệu Vy | Cuộc sống hậu hiện tại của dì tôi |               |
| Thiệu Mỹ Kỳ                                                                                                   | Cân tung                          |               |
| Diễn viên mới xuất sắc nhất                                                                                   |                                   |               |
| Diễn viên | Phim                              |               |
| Từ Tử San | Cân tung                          |               |
| Tạ Chỉ Đồng                                                                                                   | Môn đồ                            |               |
| Văn Tuấn Huy                                                                                                  | Dã - lương khuyển                 |               |
| Hoàng Hiếu Ân                                                                                                 | Vây thành                         |               |
| Chung Gia Hân                                                                                                 | Thập phân ái                      |               |
| Chỉ đạo hành động xuất sắc nhất                                                                               |                                   |               |
| Chỉ đạo | Phim                              |               |
| Chân Tử Đan                                                                                                   | Đạo hỏa tuyến                     |               |
| Trình Tiểu Đông                                                                                               | Đầu danh trạng                    |               |
| Lý Trung Chí                                                                                                  | Nam nhi bản sắc                   |               |
| Tiền Gia Lạc                                                                                                  | Môn đồ                            |               |
| Giang Đạo Hải                                                                                                 | Song tử thần thâu                 |               |
| Giải đặc biệt                                                                                                 |                                   |               |
| Nội dung | Người nhận giải                   |               |
| Giải Thành tựu trọn đời                                                                                       | Trâu Văn Vĩ                       |               |
| Giải Cống hiến                                                                                                | Thẩm Điện Hà                      |               |
| Phim châu Á xuất sắc nhất                                                                                     |                                   |               |
| Phim | Đạo diễn - Quốc gia               |               |
| Sắc, Giới (色，戒)                                                                                            | Lý An · Đài Loan                  |               |
| Bất năng thuyết đích bí mật (不能說的秘密)                                                                    | Châu Kiệt Luân · Đài Loan         |               |
| Thái dương chiếu thường thăng khởi (太阳照常升起)                                                             | Khương Văn · Trung Quốc           |               |
| Tôkyô tawâ: Okan to boku to, tokidoki, oton                                                                   | Matsuoka Joji · Nhật Bản          |               |
| Lạc hiệp quy căn (落叶归根)                                                                                   | Trương Dương · Trung Quốc         |               |